# Bryan Sykes
Bryan Sykes (* 9. September 1947 in Eltham; † 10. Dezember 2020 in Edinburgh) war ein britischer Professor für Humangenetik an der Universität Oxford. Er war Fellow des Wolfson Colleges.

## Forschung
In Sykes populärem Buch Die sieben Töchter Evas postulierte er, dass die Abstammung aller Europäer auf sieben „Urmütter“, die er Ursula (ca. 11 %), Xenia (ca. 6 %), Tara (ca. 9 %), Helena (ca. 47 %), Katrine (ca. 6 %), Velda (ca. 5 %) und Jasmin (ca. 17 %) nannte, zurückzuführen sei. Sie sollen vor rund 45.000 (Ursula) bzw. rund 10.000 (Jasmin) Jahren in Europa gelebt haben.

Jede der sieben Urmütter entspreche einer der menschlichen mitochondrialen Haplogruppen: Haplogruppe U, Haplogruppe X, Haplogruppe T, Haplogruppe H, Haplogruppe V, Haplogruppe K und Haplogruppe J. Sykes testete dafür die mitochondriale DNA von Tausenden Europäern und Europäerinnen und fand nur sieben Grundmuster. Es scheint außerdem, dass sich alle „Urmütter“ auf eine Afrikanerin aus der so genannten Lara-Familie zurückverfolgen ließen (siehe Ausbreitung des Menschen).
Weil er entdeckte, dass die mitochondriale DNA jener beiden Volksgruppen nahezu identisch ist, vertrat er die These, dass die meisten Bewohner der Britischen Inseln von spanischen Küstenbewohnern abstammten. Da mitochondriale DNA nur von der Mutter geerbt wird, steht dies nicht im Widerspruch zu der zusätzlichen Abstammung von (meist männlichen) angelsächsischen oder normannischen Invasoren.
Sykes wies anhand von Genanalysen die Existenz einer Eisbärenart im Himalaya nach, deren Überreste im Jahre 2004 entdeckt wurden und von der angenommen wurde, sie sei bereits vor 40.000 Jahren ausgestorben. Er führt diese oder eine hybride Version aus Eis- und Braunbär als Ursache für die Beobachtungen des Yeti an.

## Werke
- The Human Inheritance: Genes, Language, and Evolution. Oxford University Press, 1999, ISBN 0-19-850274-5.
- Die sieben Töchter Evas. Lübbe-Verlag, Bergisch Gladbach 2001, ISBN 3-7857-2060-2.
- Keine Zukunft für Adam. Lübbe-Verlag, Bergisch Gladbach 2003. ISBN 3-7857-2119-6.
- Blood of the Isles: Exploring the Genetic Roots of Our Tribal History. Bantam, 2005, ISBN 0-593-05652-3.